# Караорман
Караорман (рум. Caraorman) — село у повіті Тулча в Румунії. Входить до складу комуни Крішан.
Село розташоване на відстані 269 км на схід від Бухареста, 47 км на схід від Тулчі, 117 км на північний схід від Констанци, 113 км на схід від Галаца.

## Населення
За даними перепису населення 2002 року у селі проживали 434 особи.
Національний склад населення села:
| Національність | Кількість осіб | Відсоток |
| -------------- | -------------- | -------- |
| румуни         | 318            | 73,3%    |
| українці       | 114            | 26,3%    |

Рідною мовою назвали:
| Мова       | Кількість осіб | Відсоток |
| ---------- | -------------- | -------- |
| румунська  | 349            | 80,4%    |
| українська | 84             | 19,4%    |